# Sacro GRA
Sacro GRA è un documentario del 2013, diretto da Gianfranco Rosi.
L'opera è stata presentata in concorso alla 70ª edizione della Mostra internazionale d'arte cinematografica della Biennale di Venezia, dove ha vinto il Leone d'oro al miglior film: è stato il primo documentario nella storia della rassegna lagunare ad aggiudicarsi il massimo riconoscimento.

## Trama
Il film mostra, senza alcun commento né interviste, scene di vita reale che si svolgono tutte in prossimità del Grande Raccordo Anulare (il GRA del titolo), l'anello autostradale che circonda Roma.
Roberto fa il barelliere sulle ambulanze del 118: durante un turno di notte soccorre varie persone tra cui la vittima di un incidente stradale sul GRA. Vive da solo e talvolta nel tempo libero si intrattiene in video-chiamata con un'amica. Ha un tenero rapporto con l'anziana madre malata.
Francesco è un botanico intento a difendere un'oasi di palme dall'attacco del punteruolo rosso, un micidiale coleottero parassita che le distrugge dall'interno. Lo zelo con cui Francesco monitora il territorio, pianta per pianta, con l'ausilio fra l'altro di un registratore digitale che rileva la presenza dei parassiti nel tronco delle palme, parrebbe suggerire che la lotta all'insetto rappresenti per lui un'autentica missione.
Filippo Pellegrini, sedicente principe, vive assieme alla moglie Xsenia e alla figlia Anastasia in un palazzo in zona Boccea, interamente di sua proprietà, che la famiglia affitta a convegni, sfilate di moda, come bed and breakfast o set per cinema e fotoromanzi. L'abitazione, arredata in modo piuttosto vistoso ed eccentrico, ospita anche un piccolo teatro. Nella pausa di lavorazione di un fotoromanzo ambientato nel palazzo di Pellegrini, l'anziano attore Gaetano confida a una giovane collega i compromessi che si è trovato ad affrontare nel corso della sua lunga carriera.
Cesare è uno degli ultimi pescatori di anguille rimasti sul Tevere e abita, assieme all'anziana moglie e a una badante ucraina, su una zattera ormeggiata a poca distanza dal ponte di Mezzocammino, ossia il punto dove il corso del fiume interseca a sud il GRA.
Paolo è un nobile piemontese apparentemente decaduto, dalla lunga barba e dal parlare forbito, che per ragioni ignote allo spettatore abita con la figlia laureanda Amelia in un monolocale: l'anonima palazzina dove vivono, un tempo adibita a uffici e ora occupata, è situata in via Campo Farnia nella zona Capannelle, lungo il sentiero di avvicinamento del limitrofo aeroporto di Ciampino, ed è perciò sorvolata di continuo da aerei a bassa quota. Paolo stesso dice che dall'unica finestra della casa si gode la vista della cupola di San Pietro. Nello stesso edificio, filmato sempre e solo dall'esterno con identica inquadratura fissa su ciascun appartamento, vive fra gli altri anche una famiglia di immigrati il cui giovane figlio si diletta con attrezzatura per deejay.
L'alternarsi delle suddette storie principali è inframmezzato da varie e più brevi scene interlocutorie, tra cui: attempate prostitute transessuali che stazionano ai margini della strada, dentro un camper scalcinato; giovanissime cubiste che ballano sul bancone di un chiosco-bar notturno sito sul ciglio di un'arteria stradale; un gruppo di devoti che assiste a una presunta apparizione della Vergine; l'estumulazione di vecchie salme del cimitero Flaminio, destinate a una fossa comune anch'essa non lontana dal Raccordo Anulare.

## Produzione
Il film è parte di un progetto del paesaggista e urbanista Nicolò Bassetti, autore assieme al giornalista Sapo Matteucci del libro Sacro romano GRA, pubblicato pochi mesi dopo l'uscita del documentario di Rosi. Il progetto, che mira fra l'altro alla riqualificazione delle periferie della Capitale, a sua volta prende parzialmente spunto dal saggio Una macchina celibe di Renato Nicolini che gli autori hanno inserito in coda al libro stesso. Sia il regista che i due autori hanno citato fra le loro ispirazioni anche il romanzo Le città invisibili di Italo Calvino. Rosi ha impiegato due anni per le riprese e circa otto mesi per il montaggio.

## Accoglienza
Prima e dopo aver vinto il Leone d'oro il film è stato accolto con cautela da una parte della critica, che si è interrogata sul senso di un documentario così radicalmente diverso dal proprio genere, e con entusiasmo da un'altra, che ne ha sottolineato proprio le potenzialità dirompenti.
Tra i commenti più positivi, per Gabriele Niola di MYmovies.it «si fa infatti fatica ad accettare la realtà documentaristica delle storie di Sacro GRA tanto il loro svolgersi pare in linea con i dettami e gli stilemi dei generi del cinema», sottolineando che «è la capacità fuori dal normale di Gianfranco Rosi di posizionare la videocamera (quindi scegliere il suo punto di vista sugli eventi) a provocare la trasfigurazione del reale in mitologia del cinema»; di simile avviso è anche Maurizio G. De Bonis di Cultframe.com, secondo cui «ciò che fa di Sacro GRA un film realmente interessante è proprio lo sguardo del suo autore. Non è presente in quest’opera la chincaglieria dei luoghi comuni di certo reportage sociale, anzi è possibile sostenere come Rosi privilegi la poesia della realtà, andando a rintracciare il fantastico nell'ordinario, l’incredibile nella presunta banalità».
Di diverso parere è invece Morando Morandini il qual nel suo dizionario omonimo, pur rimarcando la storica vittoria del Leone d'oro da parte di un documentario qual è Sacro GRA, sostiene che «in questo caso il termine “documentario” appare limitativo. Jacopo Quadri ha lavorato con Rosi al montaggio. Ci sembra un'opera composta da frammenti di film troppo diversi tra loro, la cui sintesi è riuscita solo in parte».

## Riconoscimenti
- 2013 – Mostra internazionale d'arte cinematografica
  - Leone d'oro al miglior film
- 2014 – David di Donatello
  - Candidatura al miglior documentario
- 2014 – Nastro d'argento
  - Nastro d'argento speciale
- 2014 - Ciak d'oro
  - Miglior sonoro a Gianfranco Rosi[11]